# رجاء بلمير
رجاء بلمير (12 سبتمبر 1992 -)، مغنية مغربية. تدرس الماجستير في إدارة الأعمال قدمت العديد من الأغاني بمشاركة شقيقها الأصغر عمر وحققت شهرة خليجية وعربية، وكانت بدايتها بالصدفة عندما قامت بمشاركة شقيقها بغناء أغنية «أنتي باغية واحد» للمغني سعد المجرد ونشرت مقطع لهما باليوتيوب حتى حقق نسبة مشاهدة عالية ساهمت بشهرتهما، قدمت مع شقيقها العديد من الفيديوهات كليب أشهرها «مال الزين»سنة 2016

## أعمالها
| سنة الطرح | اسم الاغنية                    | المخرج       |
| --------- | ------------------------------ | ------------ |
| 2014      | بيني وبينك - بمشاركة عمر بلمير | اناس الجاد   |
| 2016      | مال الزين - بمشاركة عمر بلمير  | زاكي         |
| 2017      | عن الماضي                      | زاكي         |
| 2017      | يحسد - بمشاركة عمر بلمير       | زاكي         |
| 2017      | قولو - بمشاركة عمر بلمير       | المهدي حمدون |
| 2018      | سدينا- بمشاركة عمر بلمير       | المهدي حمدون |
| 2018      | روح- بمشاركة عمر بلمير         |              |
| 2020      | قراري                          | امين مرتضى   |
| 2018      | هاد الوالد                     | المهدي حمدون |
| 2020      | واك واك-بمشاركة عمر بلمير      | امين مرتضى   |